# Joseph Marie Blaise Coulomb
Joseph Marie Blaise Coulomb (Tolone, 5 luglio 1728 – La Seyne-sur-Mer, 2 luglio 1803) è stato un ingegnere francese, che ricoprì la carica di capo costruttore presso l'arsenale di Tolone, e fu progettista di numerosi classi di corvette, fregate e vascelli che entrarono in servizio nella Marine royale.

## Biografia

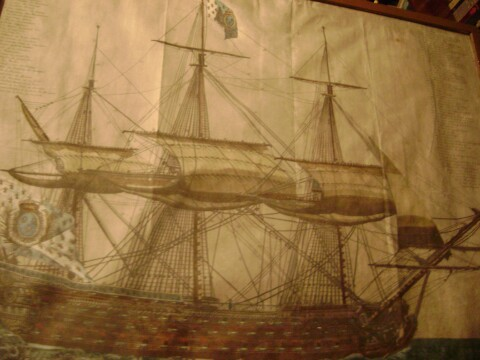
Il vascello da 110 cannoni Le Terrible.

Nacque a Tolone il 5 luglio 1728, ultimo rampollo di una famiglia che aveva dato ben dodici costruttori navali alla Marine royale. Frequentò la famosa École des ingénieurs-constructeurs des vaisseaux royaux, creata a Tolone per volere di Duhamel du Monceau, e tra i cui allievi vi furono Antoine Groignard (1727-1798), Léon Guignace (1731-1805) e Jacques Noël Sané (1740-1831). Iniziò quindi una lunga carriera di ingegnere costruttore a Brest nel 1751, dove lavorò insieme alla zio Luc Coulomb, alle dipendenze di Antoine Groignard e Joseph-Louis Ollivier. Il 13 settembre 1765 succedette allo zio Luc nella carica di ingegnere costruttore in capo presso l'arsenale di Tolone. Durante i suoi 47 anni e 9 mesi di attività curò la realizzazione di 19 bastimenti per la Marine royale, e per i meriti conseguiti fu fatto nobile dal Re Luigi XVI il 6 febbraio 1779. In ragione dello scoppio della rivoluzione francese nessuno dei suoi figli intraprese la carriera di ingegnere navale. Ritiratosi a vita privata nel 1794, si spense a La Seyne il 13 messidoro dell'anno XI (2 luglio 1803).
Tra le sue realizzazioni le 8 corvette classe La Coquette e le due classe Prompte, le 6 fregate classe La Minerve e le 12 della classe Magicienne, i quattro vascelli da 74 cannoni della classe Centaure, per cui fu insignito del titolo di Cavaliere dell'Ordine di San Luigi, i due da 74 della classe Séduisant, e i due da 110 della classe Terrible.

### Annotazioni
1. ↑  Costruttore di 39 vascelli e 18 fregate.

### Fonti
1. 1 2 3 4  Three Decks.
2. ↑  Couffon 1951, p. 11.
3. ↑  Winfield, Roberts 2017, p. 105.
4. ↑  Trois Ponts.